# فوريو دي موناكو
فوريو دي موناكو (بالإيطالية: Furio De Monaco)‏ مواليد 14 يونيو 1976 في إيطاليا، هو لاعب كرة سلة إيطالي سابق. بدأ مسيرته الاحترافية في سنة 1993. لعب في ليغا باسكيت الدرجة الأولى. اعتزل اللعب في 2015. لعب مع سكافاتي باسكت وبستويا باسكت 2000 في ليغا باسكيت الدرجة الأولى.

## روابط خارجية
- فوريو دي موناكو على موقع الاتحاد الدولي لكرة السلة (الإنجليزية)
- فوريو دي موناكو على موقع كرة السلة الأوروبية.كوم (الإنجليزية)
- فوريو دي موناكو على موقع بروبوليرز (الإنجليزية)